# Papa Severinus
Papa Severinus (n.  ?, Roma, Italia – d. 2 august 640 d.Hr., Roma, Imperiul Roman de Răsărit) a fost un papă al Romei. Era roman, fiul unui Abienus. A treia zi după decesul papei Honorius a fost ales papă (638). Însă, trimișii lui care au urmat să-i aducă confirmarea alegerii de la Constantinopol au fost respinși. Când Severin a refuzat să
semneze ectheza - un anumit crez - i s-a interzis accesul la sediul papal timp de aproape doi ani. Abia în data de 28 mai 640 a putut să-și înceapă  pontificatul - doar  cu două luni înainte de a muri.